# English Institute of Sport Sheffield
Uzasadnienie:  WSA jest tylko jedną z instytucji w budynku EIS

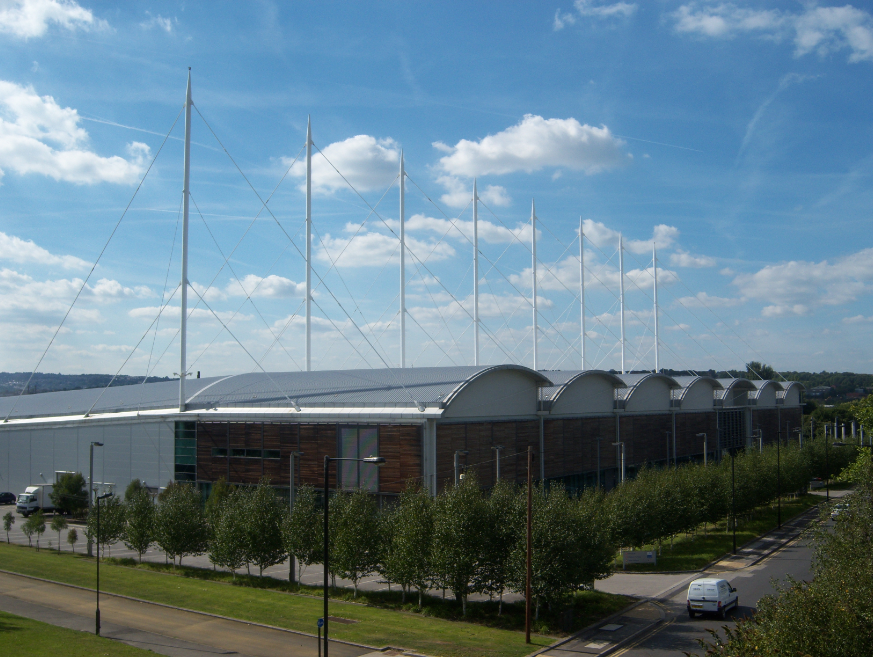
English Institute of Sport – Sheffield

English Institute Of Sport (w skrócie EIS; pl. Angielski Instytut Sportu) − kompleks widowiskowo-sportowy w Sheffield. Obiekt otwarto w 2003 roku.
W hali głównej Instytutu odbywają się zawody lekkoatletyczne (m.in. Halowe Mistrzostwa Wielkiej Brytanii).
Ponadto kompleks służy jako arena rozgrywek koszykówki, siatkówki, judo, badmintona, tenisa stołowego, szermierki, boksu oraz snookera.
W 2009 roku w EIS rozegrano jeden z turniejów eliminacyjnych do Mistrzostw Świata w siatkówce.
Jedną z głównych pozycji w kalendarzu zmagań EIS są eliminacje do turniejów rankingowych w snookerze. Instytut służy również jako baza treningowa World Snooker Academy.